# Molí de Santa Fe
El Molí de Santa Fe és un antic molí fariner del poble de Santa Fe, al municipi de les Oluges, a la comarca de la Segarra. És un monument protegit i inventariat dins el Patrimoni Arquitectònic Català

## Descripció

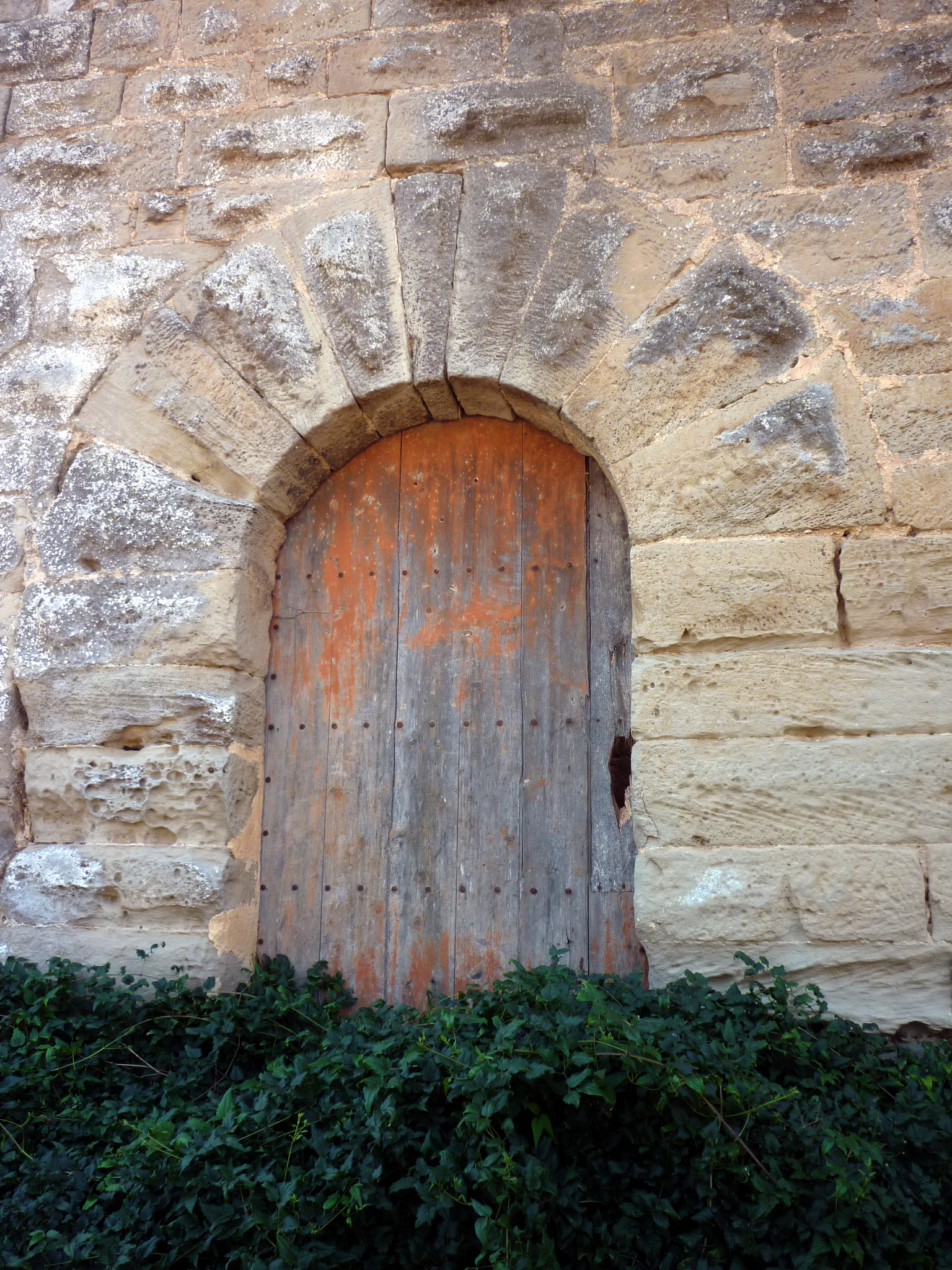
Porta adovellada

Restes d'un antic molí situat a la carretera d'Estaràs, a la dreta del riu Sió, a l'altura del nucli de Santa Fe. Es tracta d'un edifici de planta quadrada amb coberta a dues aigües. La planta baixa conserva les antigues estructures del molí que es podria situar al segle xii. En aquest àmbit es pot observar un aparell format per carreus de pedra encoixinats i de grans dimensions, que presenten un treball molt acurat amb la porta principal amb arc de mig punt adovellat. A la façana dreta de l'edifici, encara es pot distingir la volta amb arc de mig punt adovellat que s'utilitzava per a canalitzar l'aigua que utilitzava el molí. La primera planta mostra les parets d'una construcció posterior, amb la combinació de paredat irregular i tàpia en alguns sectors.